# Antoni Kondyjowski
Antoni Kondyjowski (ur. 3 lub 13 czerwca 1867 w Nowotańcu, zm. ?) – polski urzędnik podatkowy.

## Życiorys
Urodził się 3 lub 13 czerwca 1867 w Nowotańcu. Był synem Walentego (rolnik i organista w Nowotańcu) i Marii z domu Krawiec. Jego rodzeństwem byli: Ludwika I (ur. 1861), Rozalia (ur. 1870), Ludwika II (ur. 1873), Teofil (1876-1947, lekarz weterynarz, oficer Wojska Polskiego), Kacper (ur. 1878), Bronisław (ur. 1879), Wojciech (ur. 1882).
Kształcił się w C. K. Gimnazjum Męskim w Sanoku, gdzie w 1887 ukończył V klasę, a do 1888 uczył się w VI klasie.
Odbył służbę wojskową w C. K. Armii w wymiarze 11 miesięcy i sześciu dni. W okresie zaboru austriackiego w ramach autonomii galicyjskiej wstąpił do c. k. służby cywilnej 12 maja 1893. Od tego roku był praktykantem w urzędzie podatkowym w Bukowsku, działającym przy starostwie c. k. powiatu sanockiego. Około 1910 pełnił stanowisko oficjała w urzędzie podatkowym starostwa c. k. powiatu bóbreckiego. Od około 1911 był oficjałem podatkowym w c. k. dyrekcji okręgu skarbowego w Sanoku, od około 1913 pełnił tam stanowisko zarządcy podatkowego.
Był członkiem wydziału Towarzystwa Szkoły Ludowej w Sanoku, członkiem sanockiego gniazda Polskiego Towarzystwa Gimnastycznego „Sokół” (1912). Po wybuchu I wojny światowej od 7 listopada 1914 przebywał w Sedlčanach.

## Odznaczenia
austro-węgierskie
- Brązowy Medal Jubileuszowy Pamiątkowy dla Sił Zbrojnych i Żandarmerii (przed 1912)[9]
- Medal Jubileuszowy Pamiątkowy dla Cywilnych Funkcjonariuszów Państwowych (przed 1912)[9]
- Krzyż Jubileuszowy dla Cywilnych Funkcjonariuszów Państwowych (przed 1912)[9]